# Juli Chan
Juli Chan, właśc. Julia Chmielarska (ur. 30 marca 2004 w Kraśniku) – polska piosenkarka, autorka tekstów i kompozytorka wykonująca muzykę pop.

## Życiorys

### Rodzina i edukacja
Uczęszczała do Szkoły Muzycznej I stopnia w klasie fortepianu oraz na zajęcia wokalne do Centrum Kultury i Promocji w Kraśniku. Jest absolwentką II Liceum Ogólnokształcącego im. Mikołaja Reja w Kraśniku.

### Kariera zawodowa
W dzieciństwie uczestniczyła w konkursach muzycznych na szczeblu lokalnym, ogólnopolskim a następnie również międzynarodowym, zdobywając liczne nagrody i wyróżnienia. Jest m.in. finalistką 38 Międzynarodowego Dziecięcego Festiwalu Piosenki i Tańca w Koninie z 2016, laureatką pierwszego miejsca w 22 Międzynarodowym Festiwalu Sztuki dla Dzieci i Młodzieży "My XXI Wiek" w Bułgarii z 2014, reprezentantką Polski i zdobywczynią indywidualnej nagrody specjalnej w Międzynarodowym Festiwalu piosenkarzy Euro Stars na Malcie z 2015, laureatką nagrody Grand Prix II Zjazdu Młodych Gwiazd w Szczecinie z 2017. W 2016 z utworem „Na skrzydłach dni” wzięła udział w krajowych eliminacjach do 14. Konkursu Piosenki Eurowizji dla Dzieci. W 2019 uczestniczyła w drugiej edycji programu The Voice Kids. 31 grudnia 2020 wydała swój debiutancki singiel „Miło mi cię poznać”, do którego słowa napisała Magdalena Wójcik.
Od grudnia 2020 używa pseudonimu artystycznego Juli Chan (jap. ちゃん), będącego połączeniem zdrobnienia jej imienia z japońskim tytułem grzecznościowym. Inspirowała się Arianą Grande, wykonując w grudniu 2020 cover „Bad idea" i wcielając się w jej postać w teledysku do utworu. Przyznała, że nagranie coveru to hołd złożony mentorce i muzycznej inspiracji. 5 marca 2021 wydała utwór „Zniknę z tobą”, który napisała i skomponowała dla niej Cleo. We wrześniu 2021 nagrała cover przeboju Vanessy Paradis „Joe le taxi”. Z piosenką dotarła do trzeciego miejsca na liście przebojów francuskiej stacji radiowej RTS FM. Utwór był także emitowany w ponad 30 innych francuskich stacjach radiowych. 24 czerwca 2022 wydała pierwszy singiel w języku angielskim, „Not a Crime", którego jest współautorką. Wspólnie z aktorem Konradem Pondo wystąpiła w teledysku do utworu, do którego współtworzyła też scenariusz. Teledysk do „Not a Crime" inspirowany jest nieśmiertelną partią szachową rozegraną w 1851 roku w Londynie. W styczniu 2023 zgłosiła się z utworem „Relapse” do programu Tu bije serce Europy! Wybieramy hit na Eurowizję, jednak nie zakwalifikowała się na listę finałową. 3 lutego 2023, nakładem wytwórni Warner Music Poland, ukazał się jej singiel do słów Magdaleny Wójcik pt. „Wyloguj się" z gościnnym udziałem Cleo. Utwór znalazł się na kluczowych playlistach edytorskich serwisu muzycznego Spotify.

## Dyskografia
| Rok                                                      | Tytuł                           | Album   |
| -------------------------------------------------------- | ------------------------------- | ------- |
| 2016                                                     | „Na skrzydłach dni”             | –       |
| 2017                                                     | „Iskra"                         | –       |
| 2020                                                     | „Bad idea”                      | –       |
| 2020                                                     | „Miło mi cię poznać”            | –       |
| 2021                                                     | „Zniknę z tobą”                 | –       |
| 2021                                                     | „Budzę się”                     | –       |
| 2021                                                     | „Joe le taxi"                   | –       |
| 2022                                                     | „Nie lubię zmyślać”             | –       |
| 2022                                                     | „Not a crime"                   | –       |
| 2023                                                     | „Wyloguj się” (gościnnie: Cleo) | –       |
| 2023                                                     | „Relapse"                       | Relapse |
| 2023                                                     | „Kłamię”                        | Relapse |
| 2023                                                     | "Stuck in My Head"              | –       |
| „–” oznacza, że singel nie był notowany na danej liście. |                                 |         |

## Teledyski
| Rok  | Tytuł                | Reżyseria         | Źródło |
| ---- | -------------------- | ----------------- | ------ |
| 2020 | „Bad idea"           | Paweł Soja        | [ 28 ] |
| 2020 | „Miło mi cię poznać" | Paweł Soja        | [ 66 ] |
| 2021 | „Zniknę z tobą"      | Tomasz Odziemek   | [ 67 ] |
| 2021 | „Budzę się"          | Tomasz Odziemek   | [ 68 ] |
| 2021 | „Joe le taxi"        | Tomasz Odziemek   | [ 69 ] |
| 2022 | „Nie lubię zmyślać"  | Julia Chmielarska | [ 70 ] |
| 2022 | „Not a crime"        | Jakub Sztuk       | [ 50 ] |
| 2023 | "Stuck in My Head"   | Julia Chmielarska | [ 71 ] |